# Bandura

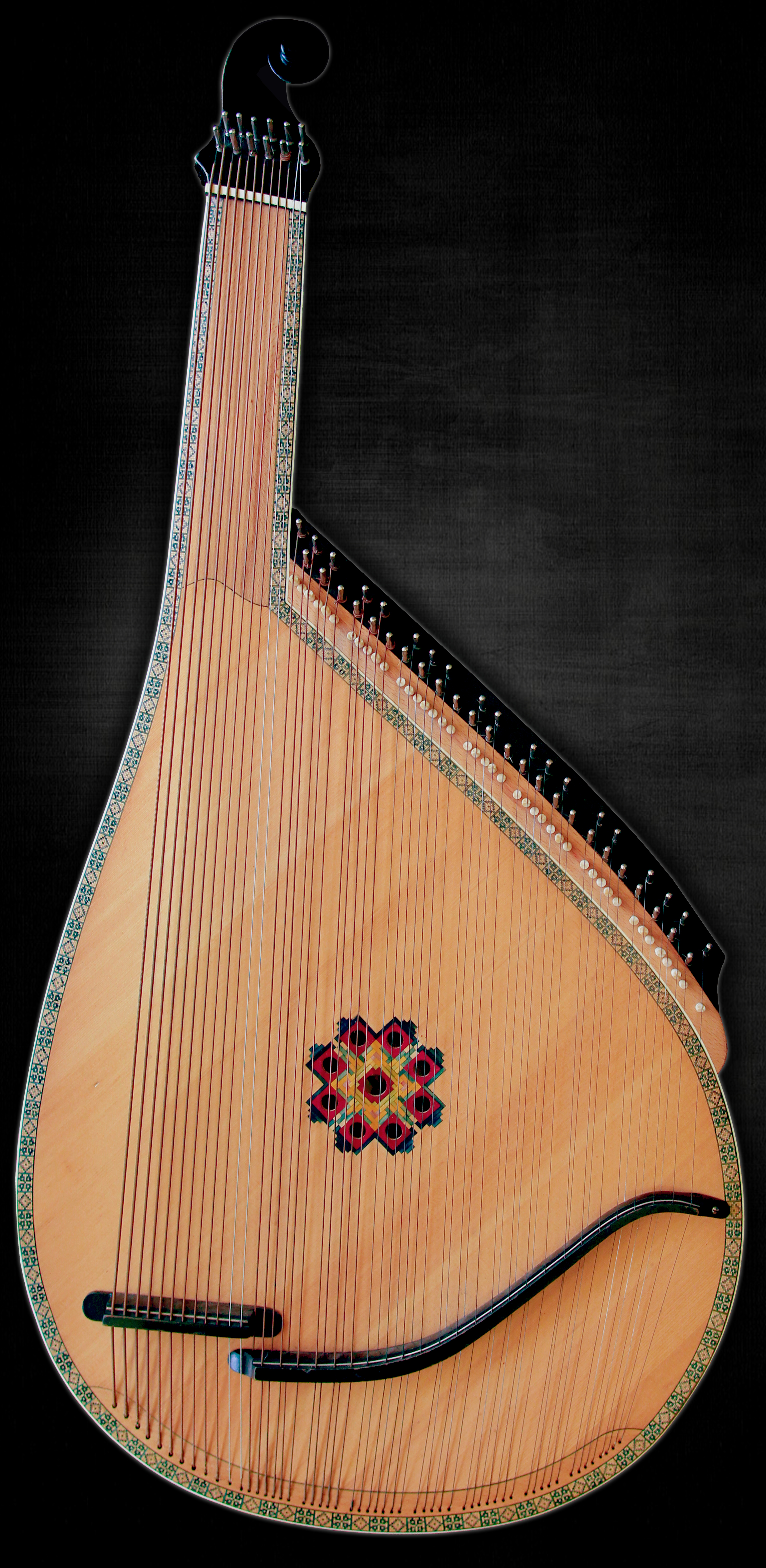
Bandura w stylu czernihowskim

Bandura (prawdopodobnie z gr. pandóra – wszystko dająca) – ukraiński ludowy instrument muzyczny należący do chordofonów, w którym struny szarpie się palcami lub plektronem.

## Historia
Pierwsze wzmianki pochodzą z VI wieku naszej ery z Grecji. Pierwowzorem bandury była najprawdopodobniej kobza lub lutnia. Inne źródła podają instrument strunowy zwany syrena syrenarum, łączący cechy lutni i psalterium, którego wynalazcą był Francesco Landino.
Pierwsza wzmianka o ukraińskich bandurzystach pochodzi ze źródeł polskich z 1441 roku. Kojarzony był z Kozakami. Na początku XX wieku instrument przeżył odrodzenie jako symbol Ukrainy – atrybut pieśniarzy wykonujących dumki. W latach stalinowskich zakazano gry na bandurze, kojarzonej z ukraińskim „nacjonalizmem”, bandurzyści byli prześladowani. Po odzyskaniu przez kraj niepodległości, popularność instrumentu została przywrócona.
W polskich dawnych kolędach i pastorałkach, bandura towarzyszyła np. lirze korbowej. Aleksander Obodziński, XVII-wieczny poeta, w swoim utworze opublikowanym w 1640 r. w Krakowie pt. Pandora monarchów polskich, wymienia wśród innych instrumentów także „skoczne bandury”. Na dworze króla Jana III Sobieskiego, na bandurze grał ukraiński muzyk Wesołowski, śpiewając przy tym polskiemu władcy dumki.
23 lipca 1997 roku Narodowy Bank Ukrainy wprowadził do obiegu srebrną pamiątkową monetę z wizerunkiem Kozaka, grającego na bandurze.

## Rodzaje bandur
Obecnie wyróżnia się trzy główne typy bandur:
- bandura klasyczna – ma 20–24 struny strojone diatonicznie. Jej spód to monolitowy kawałek drewna; płyta wierzchnia wykonywana jest ze świerczyny lub sośniny. Mechanizm strojenia w całości jest wykonany z drewna.Ukraiński muzyk grający na czernichiwce

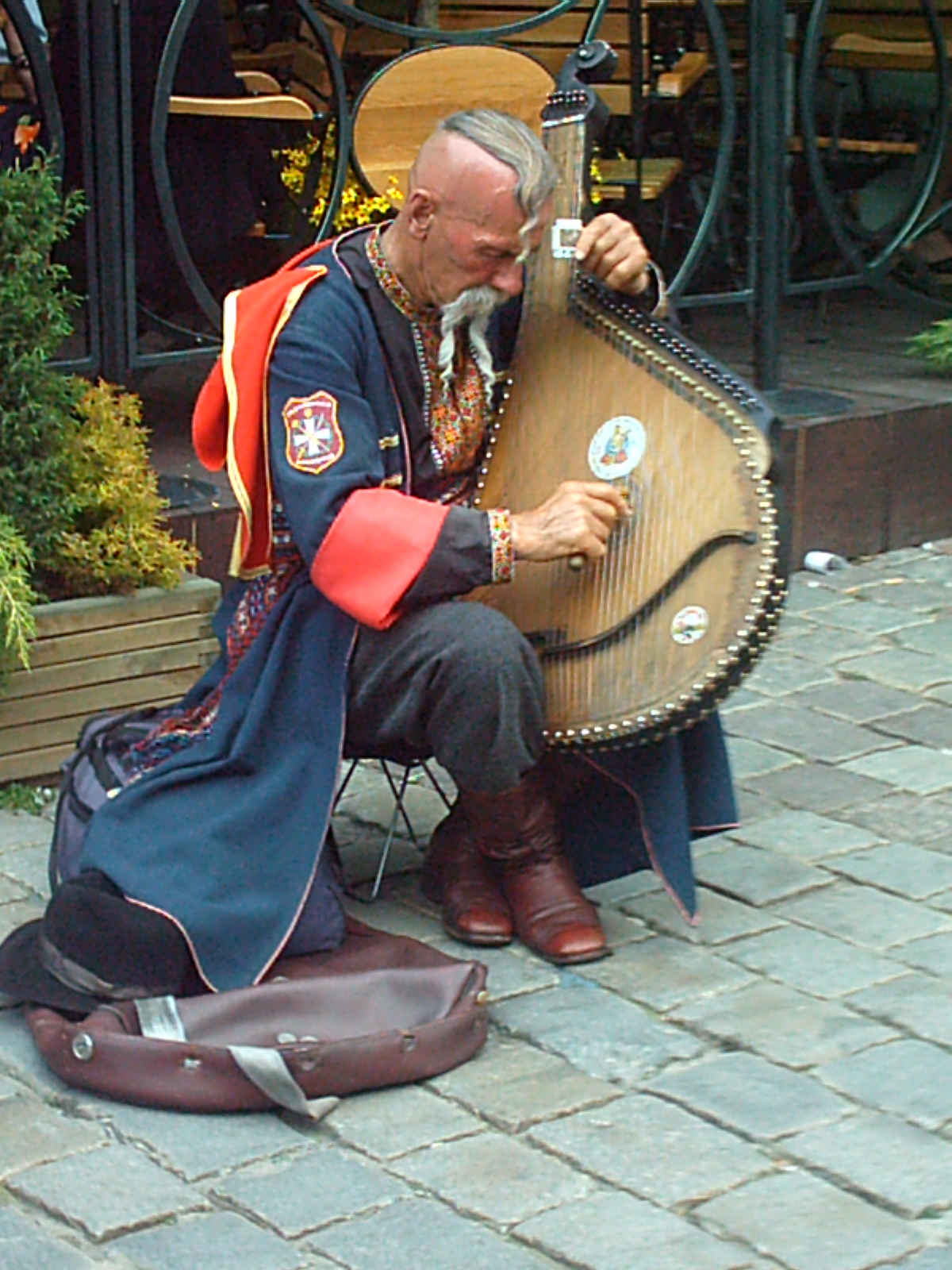
Ukraiński muzyk grający na czernichiwce

- bandura charkowska nazywana też połtawką – w 1909 Hnat Chotkiewycz wydał we Lwowie książkę do gry na dwudziestostrunowej bandurze klasycznej[14]. Książka wywołała duże zainteresowanie tym instrumentem i w 1920 Charkowskie Konserwatorium wprowadziło naukę gry na bandurze. Właśnie tam wyewoluował nowy typ o 30–31 strunach, które stroi się diatonicznie w czterech oktawach. Od bandury klasycznej różni się również sposobem trzymania, w którym muzyk może używać obu rąk na wszystkich strunach podobnie jak w grze na harfie. Z czasem powstały trzy orkiestrowe wielkości bandury charkowskiej: piccolo, prima i bass. W późniejszym okresie, za sprawą braci Honczarenko bandura charkowska przekształciła się w instrument liczący do 65 strun, strojonych chromatycznie. Obecnie jest niemal nieużywana na Ukrainie, lecz cieszy się popularnością wśród ukraińskich imigrantów, zwłaszcza w Ameryce Północnej.
- bandura kijowska powstała w 1918, gdy Kijowski Chór Bandurzystów dodał do bandury klasycznej więcej strun, w tym część strojonych chromatycznie. Współcześnie istnieje kilka typów i rozmiarów bandury kijowskiej. Prima lub czernihiwka (od nazwy fabryki), posiada 12 strun basowych i 43 sopranowe, strojone chromatycznie w pięciu oktawach. Jej wersja koncertowa ma 62-65 strun i mechanizm zmiany stroju zapożyczony z harfy. Wersja dla dzieci ma 42 struny. W orkiestrach używa się także wersji altowej, basowej i kontrabasowej. Bandura kijowska stanowi obecnie najpopularniejszą wersję tego instrumentu.

Istnieje też bandura typu lwowskiego, tzw. lwiwianka.